# Tatranský pohár 2016
 Šedesátýdevátý ročník Tatranského poháru  v ledním hokeji se konal od 25. do 27. srpna 2016. Pět utkání se hrálo v Popradu a jedno ve Spišské Nové Vsi. Turnaje se zúčastnila čtyři mužstva, která se utkala jednokolově systémem každý s každým.

## Výsledky a tabulka
|    |                   | Lahti | Třinec | Örebro | Poprad | V | VP | PP | P | VG | OG | B |
| 1. | Pelicans Lahti    | ***   | 3:2    | 3:2    | 6:2    | 3 | 0  | 0  | 0 | 12 | 6  | 9 |
| 2. | HC Oceláři Třinec | 2:3   | ***    | 2:0    | 6:1    | 2 | 0  | 0  | 1 | 10 | 4  | 6 |
| 3. | Örebro HK         | 2:3   | 0:2    | ***    | 5:0    | 1 | 0  | 0  | 2 | 7  | 5  | 3 |
| 4. | HK Poprad         | 2:6   | 1:6    | 0:5    | ***    | 0 | 0  | 0  | 3 | 3  | 17 | 0 |